# 計算科學中心站

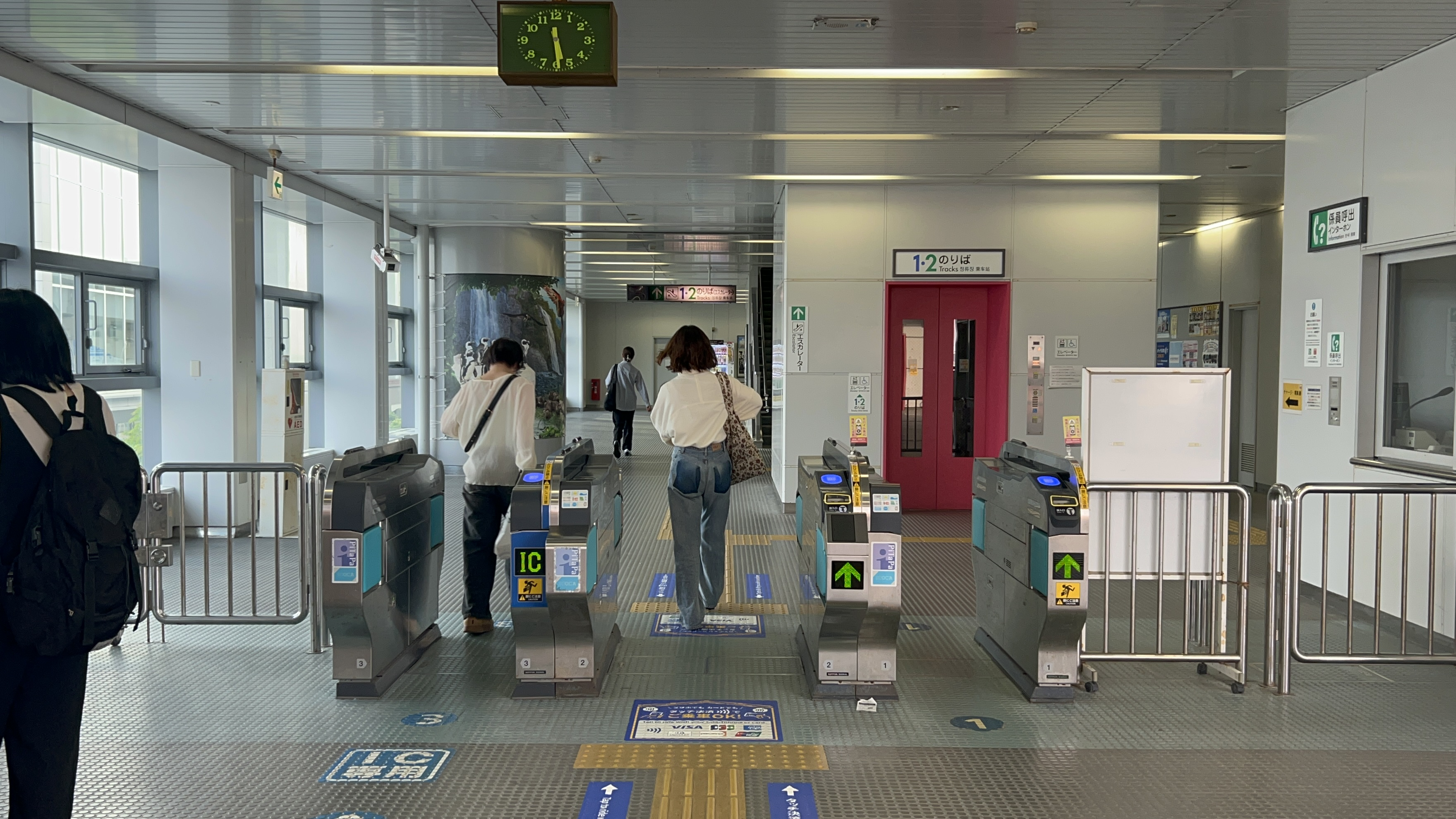
驗票閘口（2024年4月）

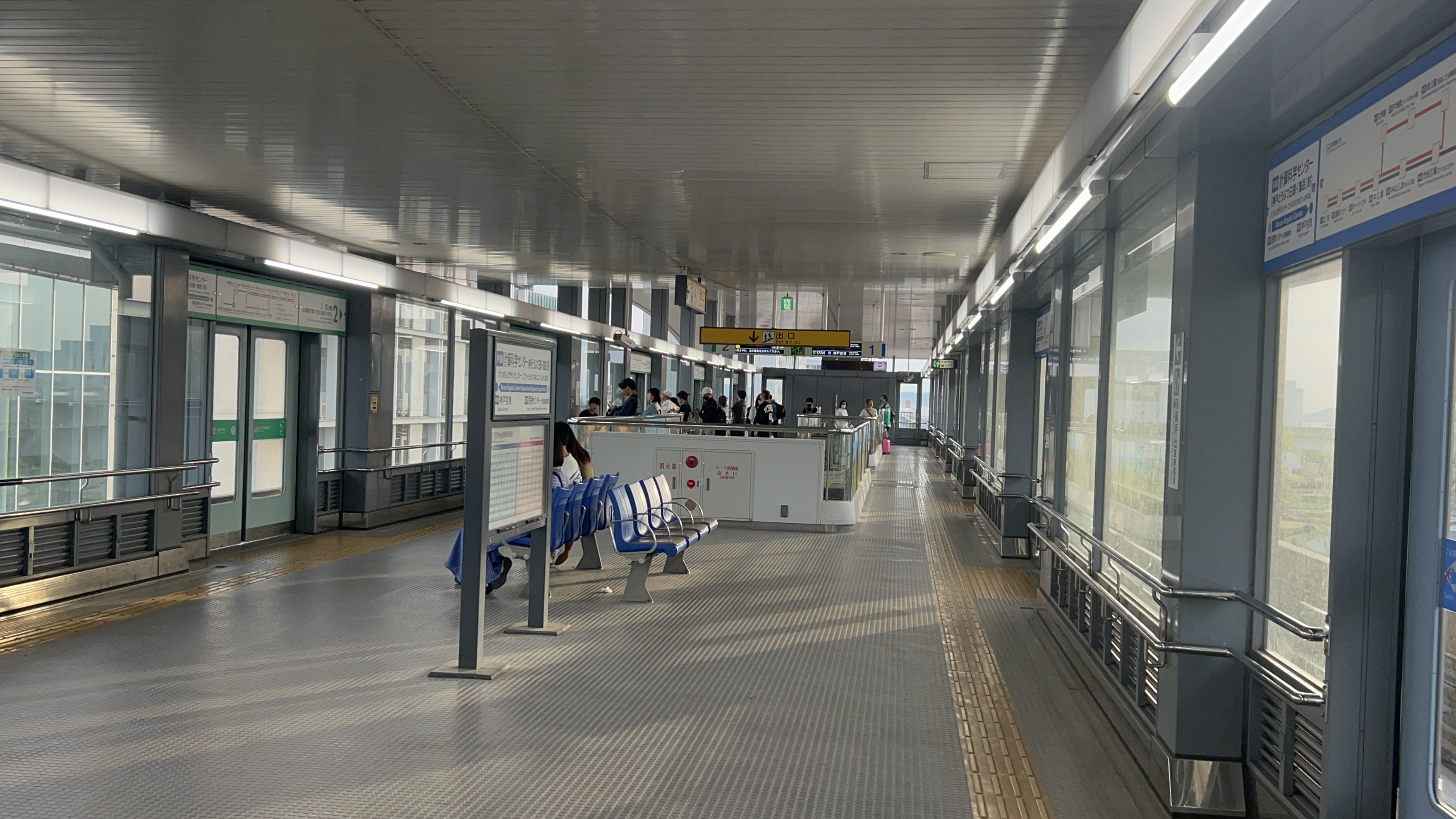
月台（2024年4月）

計算科學中心站（日语：／ Keisan Kagaku Sentā eki */?）是位於兵庫縣神戶市中央區港島南町，屬於神戶新交通港灣人工島線的鐵路車站。本站的副站名為神戶動物王國・「富岳」前（神戸どうぶつ王国・「富岳」前），車站編號為P08。

## 歷史
- 2006年（平成18年）2月2日：隨著港灣人工島線延伸，本站開業，當時的站名為港島南站（ポートアイランド南駅）[1]（建設時的暫訂名稱為「PI二期南站」）。
- 2008年（平成20年）4月1日：根據贊助商命名權契約，本站加上副站名「花鳥園前」。契約期間為3年[2][3]。
- 2011年（平成23年）7月1日：為慶祝「京」獲認證為世界最快的超級電腦，本站改稱為京電腦前站[1] [4][5]。
- 2014年（平成26年）7月1日：根據贊助商命名權契約，本站加上副站名「神戶動物王國」。契約期間為3年[6][7]。
- 2019年（令和元年）8月30日：超級電腦「京」退役拆除。撤去後本站新站名未定[8]。
- 2021年（令和3年）6月19日：站名改稱為計算科學中心站，副站名神戶動物王國・「富岳」前[9][10][11]。原本主站名要改稱為「富岳」，但因超級電腦的改朝換代較快，為避免主站名更動頻繁，因此決定「富岳」僅列為副站名[11]。

## 車站構造
本站為島式月台1面2線的高架車站。車站東側往神戶機場方向設有拖上線，若受不良天氣影響，列車無法通過神戶機場聯絡橋時可由該線做為折返。車站2樓為大廳，3樓則為月台。站內設有電梯、電扶梯及多功能廁所。
| 月台 | 路線          | 目的地           |
| ---- | ------------- | ---------------- |
| 1    | ■港灣人工島線 | 往 神戶機場      |
| 2    | ■港灣人工島線 | 往 三宮 / 北埠頭 |

## 使用狀況
2019年（令和元年）度1日平均上車人次為2,268人，在神戶新交通的車站中排名第13，港灣人工島線中排名第8。
開業以來年度別1日平均上車人次統計如下表。
| 年度               | 1日平均 上車人次 |
| ------------------ | ---------------- |
| 2005年（平成17年） | 603              |
| 2006年（平成18年） | 701              |
| 2007年（平成19年） | 751              |
| 2008年（平成20年） | 751              |
| 2009年（平成21年） | 833              |
| 2010年（平成22年） | 858              |
| 2011年（平成23年） | 1,085            |
| 2012年（平成24年） | 1,107            |
| 2013年（平成25年） | 1,148            |
| 2014年（平成26年） | 1,408            |
| 2015年（平成27年） | 1,664            |
| 2016年（平成28年） | 1,775            |
| 2017年（平成29年） | 1,951            |
| 2018年（平成30年） | 2,175            |
| 2019年（令和元年） | 2,268            |

## 車站周邊

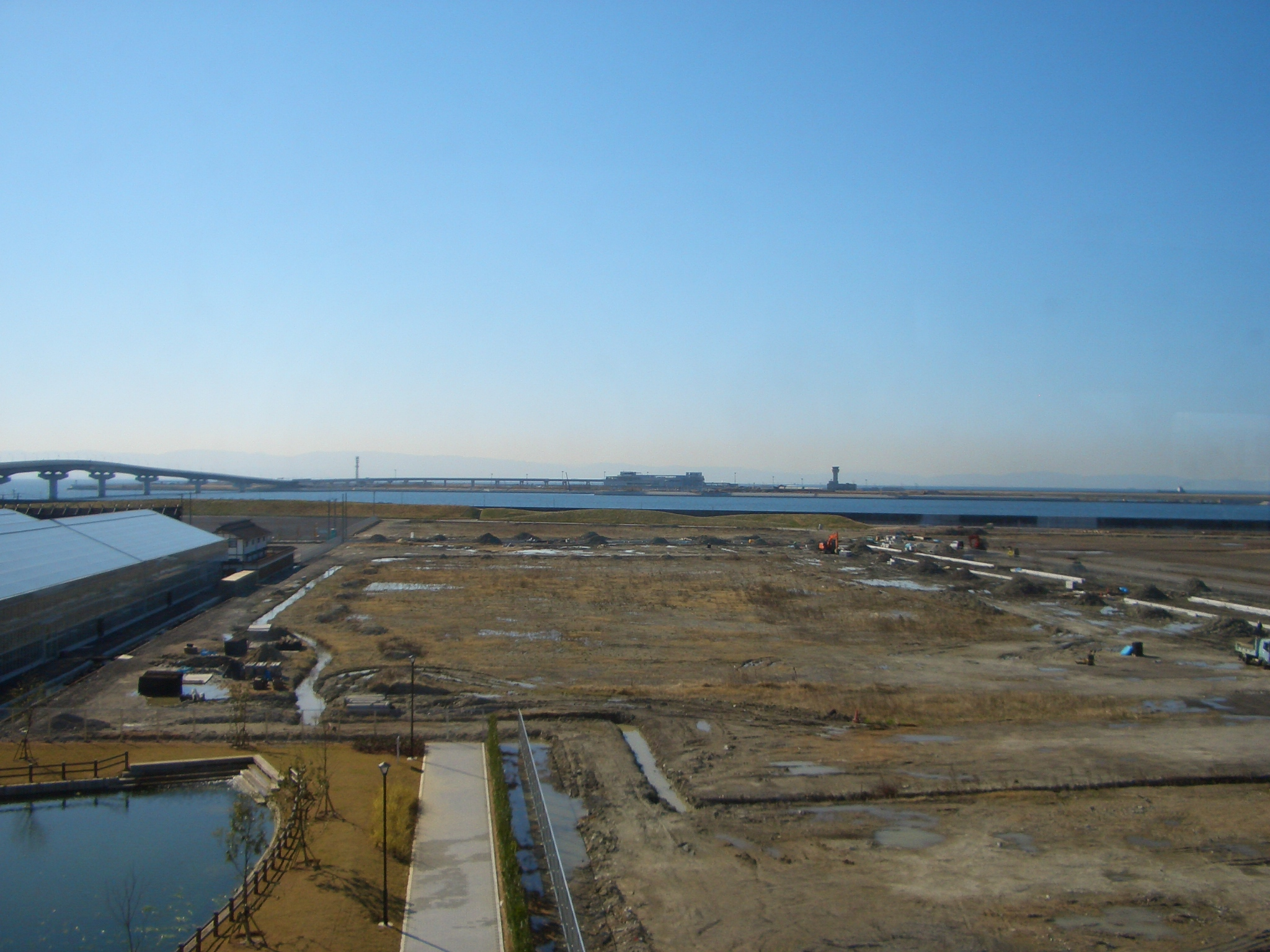
從月台往神戶機場看去，當時還有許多空地（2006年3月）

本站和醫療中心站周邊被規劃為神戸医療産業都市，有許多研究設施。
學術設施
- 理化學研究所 計算科學研究機構[1]
  - 次世代超級電腦「富岳」
- 計算科學中心大樓[1]
  - 1F 計算科學振興財團 高度計算科學研究支援中心 (FOCUS)
  - 3-7F 兵庫縣立大學情報科學學院
- 神戶大學統合研究據點[1]
- 甲南大學前研科學學部[1]
- 神戶醫療機器開發中心 (MEDDEC)

其他
- 神戶動物王國（日语：神戸どうぶつ王国）（舊神戶花鳥園[1]）
- 港島高爾夫倶樂部
- 神戶育成中心 (KIO)

### 公車路線
可搭乘神姬巴士。
計算科學中心前站（車站北側）
- 往 MOL
- 往 三之宮站前

物流中心站（車站東側）
- 往 三宮（SOGO前），經過IKEA神戶／中央市民醫院
- 往 MOL

港島南町4丁目站（車站西側）
- 往 三宮（SOGO前）
- 往 MOL
- 往 KIO

## 相鄰車站
神戶新交通
港灣人工島線
醫療中心（P07）－計算科學中心（P08）－神戶機場（P09）

## 外部連結
- 京電腦前站 （页面存档备份，存于） - 神戶新交通